# Иден (Вајоминг)
Иден (енгл. Eden) насељено је место без административног статуса у америчкој савезној држави Вајоминг.

## Демографија
По попису из 2010. године број становника је 281, што је 107 (-27,6%) становника мање него 2000. године.
| Група             | 2000.       | 2010.       |
| Белци             | 367 (94,6%) | 254 (90,4%) |
| Афроамериканци    | 0 (0,0%)    | 1 (0,4%)    |
| Азијати           | 0 (0,0%)    | 0 (0,0%)    |
| Хиспаноамериканци | 11 (2,8%)   | 25 (8,9%)   |
| Укупно            | 388         | 281         |